# Partinium
Partinium je slitina hliníku.

## Obsah kovů
Partinium obsahuje 88,5 % hliníku, 7,4 % mědi, 1,7 % zinku, 1,1 % křemíku a 1,3 % železa (množství se ale podle různých zdrojů může lišit). Slitina může obsahovat wolfram a hořčík, místo něj ale i antimon.

## Vlastnosti a využití
Slitina je velmi lehká, pevná a elastická. Poprvé byla použita ve Francii (v mírně pozměněném složení s odlišným obsahem wolframu a hořčíku) k výrobě jízdních kol a automobilových součástí. Také z ní byla vyrobena karoserie elektromobilu La Jamais Contente.
Podle publikace Berg- und hüttenmännische Zeitung (svazek 60) z roku 1901 ji vyráběla společnost Usines de Partinium v Paříži, přesněji, podle francouzských zdrojů v Puteaux. Název byl odvozen od jména jejího objevitele G. H. Partina.